# KT테크 테이크 타키
KT테크 테이크 타키(Take Tachy)는 KT테크가 2011년 9월 7일에 출시한 중급형 스마트폰이다. 기존의 테이크 야누스와 동일한 퀄컴 스냅드래곤 1.5 GHz 듀얼 코어 프로세서를 장착하였으나, 화면을 4.0인치 WVGA TFT-LCD로 줄이고 램과 내장 메모리를 각각 테이크 야누스의 절반으로 줄여 출고가를 52만 8천원으로 낮춘 대신, 멀티태스킹을 위한 듀얼스크린 기능과 근거리 무선 통신(NFC), 외부 디지털 기기와 콘텐츠를 공유할 수 있는 DLNA(Digital Living Network Alliance) 기능을 갖추었다. 전면 카메라 해상도는 테이크 야누스의 130만 화소에서 200만 화소로 높아졌다. 운영 체제로는 구글 안드로이드 2.3.4 진저브레드를 탑재하였지만 4.0.4 아이스크림 샌드위치로 업그레이드 되었다. 색상은 블랙과 화이트 2종이 출시된다.
2012년 8월 29일 안드로이드 4.0 아이스크림 샌드위치로의 업그레이드를 제공한다.